# Gianni Bozzacchi
Gianni Bozzacchi (* 1943 in Rom) ist ein italienischer Filmschaffender und Fotograf.

## Leben
Bozzacchi wurde in erster Linie als Prominenten-Fotograf Ende der 1960er und in den 1970er Jahren bekannt. Auf diesem Arbeitsfeld veröffentlichte er ein Buch mit Fotos von Elizabeth Taylor, mit der er seit 1966, als er als Set Photographer für den Film Die Stunde der Komödianten engagiert wurde, bekannt war. Lange Jahre war er der persönliche Fotograf von Taylor und Richard Burton.
Mitte der 1970er Jahre wandte er sich aktiv dem Film zu. 1978 koproduzierte er einige Filme, darunter den Italowestern Amore, piombo e furore; 1986 drehte und inszenierte er I Love N.Y., distanzierte sich aber nach Fertigstellung vom Film, der daraufhin dem Gemeinschaftspseudonym Alan Smithee zugeschrieben wurde. Daneben war er für zahlreiche internationale Produktionen in verschiedensten Funktionen tätig.
Bozzacchi lebt in der Nähe von Milwaukee.

## Filmografie (Auswahl)
- 1978: Amore, piombo e furore (Produktion)
- 1986: I Love N.Y. (Drehbuch, Regie, Produktion)

## Veröffentlichung
- 2002: Elizabeth Taylor. The queen and I. 144 S. mit 129 Fotos. ISBN 978-0-299-17930-4